# Plasa Machi Mimi
Plasa Machi Mimi is het historisch vismarktgebouw, gelegen aan de zeepromenade in het centrum van Kralendijk, Bonaire. 
Vroeger was het overkapte galerijgebouw de plaats waar vis werd schoongemaakt en verkocht. Dit gebouw wordt nog gebruikt voor de handel in groente en fruit, welke door Venezolaanse marktlui in barkjes wordt aangevoerd.
Het bouwwerk, dat uit 1935 stamt, is in Romeinse stijl opgetrokken en is van architectonische waarde. De voormalige vismarkt vertoont gelijkenis met de vishal van Gouda. 

## Machi Mimi
Het marktpaviljoen en het voorliggend pleintje werden postuum vernoemd naar Machi Mimi, koosnaam van Bernabé Dominga Everts (Bonaire, 1892-1986). Machi Mimi woonde in Antriol en droeg als ongehuwd moeder zorg voor haar kinderen. Naast hoedenvlechtster en bakkersmeid was zij vooral bekend als visverkoopster in het vismarktgebouw. Haar foto verscheen in talloze toeristische publicaties en reisgidsen.

## Trivia
In een serie toeristenzegels van de Nederlandse Antillen in juni 1976 uitgegeven werd naar het ontwerp van Oscar Ravelo de visafslag afgebeeld op een postzegel van 40 cent.

## Zie ook

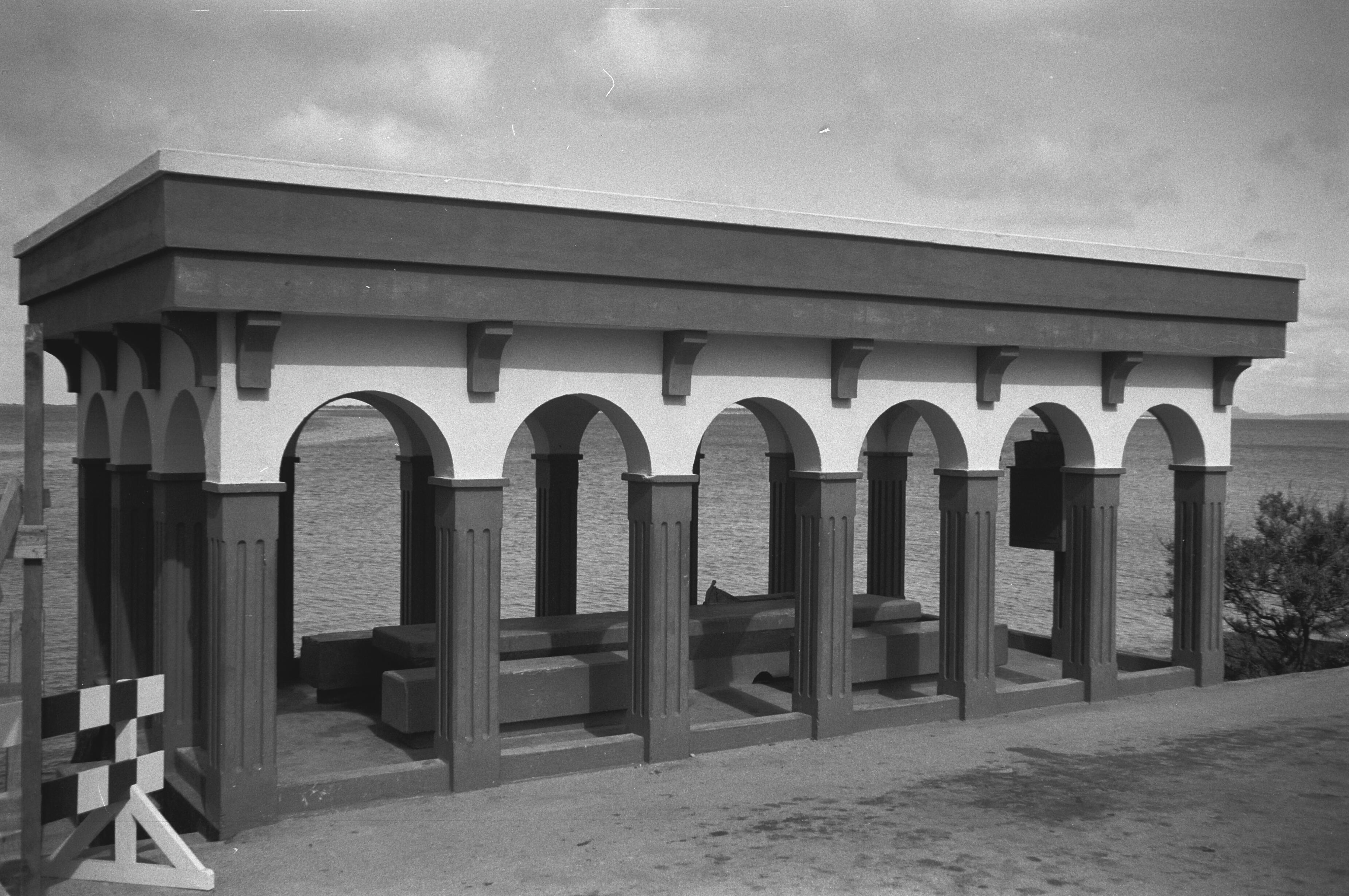
Marktpaviljoen in 1966
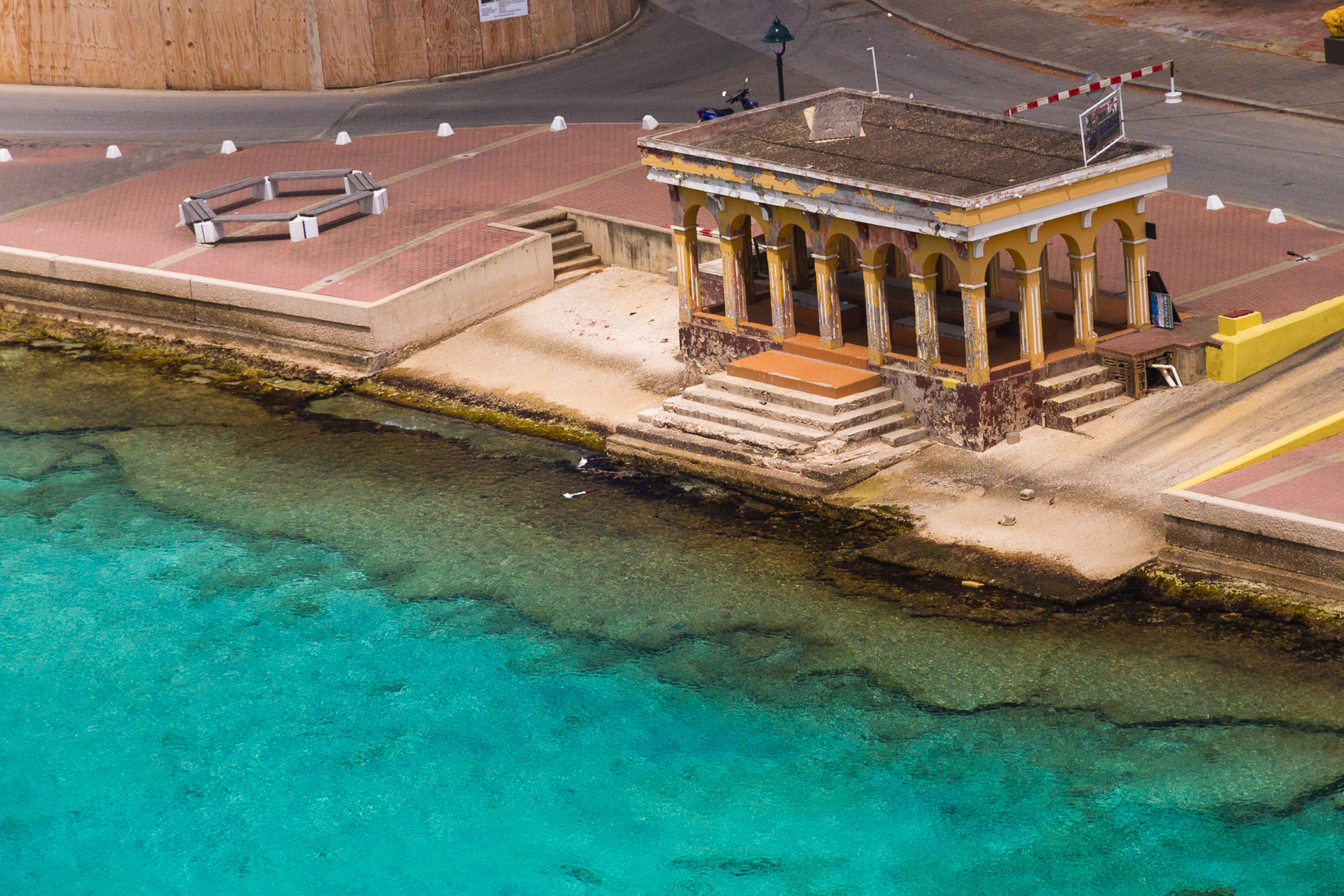
Plasa Machi Mimi tijdens restauratie in 2014